# Агалакова, Виктория Андреевна
Виктория Андреевна Агалакова (урожденная — Глухих; род. 30 августа 1996, Санкт-Петербург) — российская актриса театра и кино.

## Биография
Родители Виктории переехали в Санкт-Петербург из казахстанского города Усть-Каменогорск. В 1996 году уже в городе на Неве у них родилась дочь. В 14 лет Виктория работала в Театре музыкальной комедии. Первая роль в кино — в фильме «Гармония. Город счастья» (2009), который так и не вышел на экраны. Известность Виктории принесли роли в фильмах ужасов «Невеста» (2017), «Русалка. Озеро мёртвых» (2018) и в фантастическом фильме 2020 года «Вратарь Галактики».
В 2022 году приняла участие в шоу «Наследники и самозванцы» на канале ТВ3, где заняла 8 место.
В 2023 году приняла участие в шоу «Фактор страха: испытание тайгой» на канале СТС, где в одном из выпусков заняла 1 место.

## Фильмография
| Год  |   | Название                | Роль                            |
| ---- | - | ----------------------- | ------------------------------- |
| 2009 | ф | Гармония. Город счастья | Зина                            |
| 2010 | с | Дом у большой реки      | Соня                            |
| 2010 | с | Дыши со мной            | Даша, дочь Игоря и Ланы         |
| 2011 | ф | Распутин                | Анастасия (в 17 лет)            |
| 2014 | с | Колыбель над бездной    | Настя Холмогорова               |
| 2014 | с | Чужое гнездо            | Лиза Макридина                  |
| 2015 | с | Великая                 | фрейлина Екатерины              |
| 2017 | с | Наживка для ангела      | Ирина                           |
| 2017 | ф | Невеста                 | Настя                           |
| 2018 | ф | Русалка. Озеро мёртвых  | Марина                          |
| 2019 | с | Эпидемия                | Полина Кубасова                 |
| 2020 | ф | Вратарь Галактики       | Наташа                          |
| 2021 | с | Самка богомола          | Настя                           |
| 2021 | ф | Ёлки 8                  | Люся, девушка Феди              |
| 2022 | с | Коса                    | Василиса Рахманова, дочь Романа |
| 2022 | с | Нулевой пациент         | Зина, медсестра в Элисте        |
| 2022 | с | Замёрзшие               | Ольга                           |
| 2022 | ф | Ёлки 9                  | Люся, девушка Феди              |
| 2023 | с | Отмороженные            | Стелла                          |
| 2023 | с | Секс. До и после        | Официантка (серия 10-14)        |
| 2023 | с | Там, где цветёт полынь  | Ульяна Кузнецова                |